# Paolo Perini
Paolo Perini (Brescia, 25 dicembre 1913 – Manerbio, 16 dicembre 2001) è stato un calciatore italiano, di ruolo attaccante.

## Caratteristiche tecniche
Giocò nel ruolo di ala sinistra.

## Carriera
Giocò in Serie A con il Brescia, esordendo il 24 settembre 1933 in Brescia-Torino (1-0).